# Broederschap van Onze-Lieve-Vrouw ter Potterie

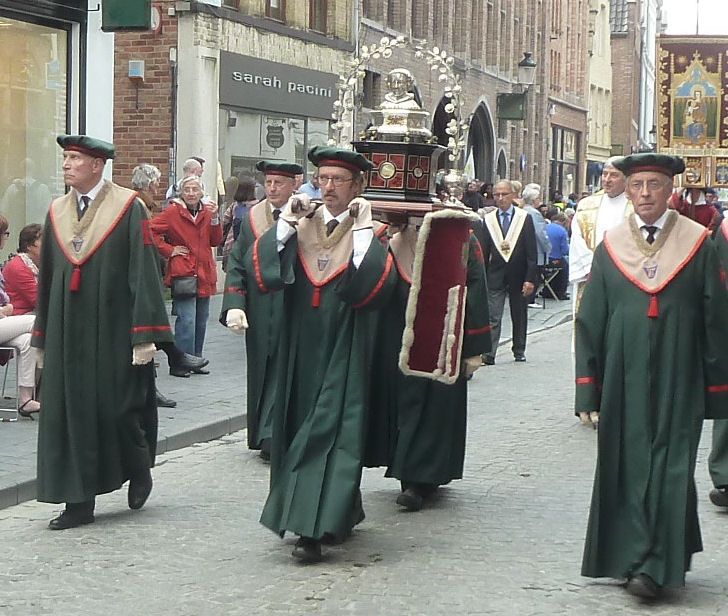
De Broederschap neemt elk jaar deel aan de Processie van het Heilig Bloed, waarbij ze haar relieken draagt.

De Broederschap van Onze-Lieve-Vrouw ter Potterie is een rooms-katholiek broederschap die gevestigd is in Brugge, meer bepaald in de kerk van Onze-Lieve-Vrouw ter Potterie.

## Geschiedenis
Dankzij de volksdevotie rond Onze-Lieve-Vrouw ter Potterie kende deze broederschap een bestendige groei. In de 18de eeuw kreeg ze op 22 maart 1751 goedkeuring vanwege bisschop Jan Baptist de Castillion. De gemelde datum geldt als stichtingsdatum. De bisschoppelijke goedkeuring van de statuten werd gevolgd door een pauselijke bul op 4 augustus 1776. Met kerkelijke toestemming werd in 1990 de Broederschap van de zalige Idesbaldus ermee samengevoegd.

## Activiteiten
De broederschap is hoofdzakelijk actief tijdens de Blindekensprocessie op 15 augustus en tijdens de Heilig Bloedprocessie op Hemelvaartsdag. De broeders zijn ook in groep aanwezig tijdens de zondagsmissen in de Potterie. Daarnaast bevordert de broederschap de devotie tot Maria. Ze beschikt over een rijk archief en over liturgisch edelsmeedwerk.
De broederschap neemt ook deel aan de jaarlijkse plechtigheid op de Pevelenberg en aan openluchtceremonies in de ruïnes van de abdij van Koksijde.

## Organisatie
De Broederschap bestaat uit maximaal tweeëntwintig mannen. Om lid te worden, dient men te worden voorgedragen en aanvaard door het bestuur, waarop een proefperiode van een jaar volgt, vooraleer de officiële opname tijdens een kerkdienst wordt bevestigd.
Het bestuur bestaat uit de deken, de secretaris, de penningmeester, de geestelijke proost en de overste van de zustercongregatie van de Potterie. Binnen de broederschap worden verschillende taken opgedragen zoals die van cantor, lector, ceremoniemeester en materiaalmeester.
Bij plechtigheden dragen de broeders hun groene gewaad met hoed. De deken draagt een zilveren halsketting of draagmedaille.